# 西奧尼縣
西奧尼縣是印度的一個縣，位於該國中部，由中央邦負責管轄，面積8,758平方公里，每年平均降雨量1,384毫米，識字率為73.01%，2011年人口1,378,876，人口密度每平方公里157人。

## 外部連結
- （页面存档备份，存于） list of places in Seoni

22°05′24″N 79°33′00″E / 22.09000°N 79.55000°E